# Jelmer
Jelmer is een jongensnaam die vooral in Friesland veel voorkomt.
Jelmer is (net als Elmar) afgeleid van Adelmar, een Duitse jongensnaam. De betekenis in het Germaans is "door adel vermaard", door de elementen: "adal" en "mar".